# Ingenieursbureau
Een ingenieursbureau is een bedrijf dat diensten levert op het gebied van advisering, ontwerp en begeleiding voor technische projecten binnen uiteenlopende sectoren. De benaming komt van de titel ingenieur. In Nederland en België wordt met ingenieursbureau meestal een bedrijf bedoeld dat zich bezighoudt met technisch advies op het gebied van bouwkunde, infrastructuur, watermanagement, industrie en stedenbouwkunde.

## Activiteiten en disciplines
Ingenieursbureaus zijn actief binnen diverse technische domeinen. Enkele vaak voorkomende expertises zijn:
- Bouwkunde en stabiliteit: constructieberekeningen, materiaaladvies en structurele veiligheid.
- Technische installaties: HVAC (verwarming, ventilatie, airconditioning), elektriciteit, sanitair en gebouwbeheersystemen.
- Civiele techniek: ontwerp van wegen, bruggen, tunnels en waterwerken.
- Milieu en energie: duurzaamheidsstudies, energieprestatiecertificering, milieuvergunningen en advies over hernieuwbare energie.
- Digitalisering en data: toepassing van Building Information Modeling (BIM), digitale simulaties en data-analyse in het ontwerp- en bouwproces.

## Werkwijze
Ingenieursbureaus leveren technisch advies over constructieberekeningen, haalbaarheid, (fysieke) veiligheid, installaties en informatietechnologie. Sommige ingenieursbureaus bieden ook advies aan op het gebied van stedenbouwkunde, ruimtelijke ontwikkeling, vastgoed en architectuur. Overheid, projectontwikkelaars en aannemers zijn van oudsher de partijen waar ingenieursbureaus mee samenwerken.
Bureaus kunnen ook instaan voor toezicht, veiligheidscoördinatie, technische audits en ondersteuning bij het aanvragen van vergunningen.

## Nederlandse ingenieursbureaus
Nederland kent van oudsher relatief veel ingenieursbureaus. Dit heeft te maken met de drassige ondergrond en de strijd tegen het water. De Nederlandse ingenieursbureaus behoren tot de grootste en meest specialistische ingenieursbureaus ter wereld. Wereldwijd levert de Nederlandse ingenieursbranche relatief de hoogste bijdrage aan de nationale economie, 1,4%. Branchevereniging NLingenieurs telde in 2012 41 ingenieursbureaus met een omzet van € 10 miljoen of meer.
Hieronder staan een aantal ingenieursbureaus met een artikel op Wikipedia:
- Fugro - Leidschendam
- ARCADIS - Amsterdam
- Grontmij - De Bilt (na 2015 Sweco Nederland)
- Antea Group - Heerenveen
- Royal HaskoningDHV - Amersfoort
- Bilfinger Tebodin - Den Haag
- Movares - Utrecht
- INNAX - Veenendaal
- Tauw - Deventer
- Witteveen+Bos - Deventer
- Gemeentewerken Rotterdam
- BAM Infraconsult - Gouda

## Belgische ingenieursbureaus
Ingenieursbureaus met een artikel op Wikipedia:
- Tractebel - Brussel
- Bureau Greisch - Luik

De Belgische ingenieurs- en adviesbureaus worden vertegenwoordigd door de Organisatie van Raadgevend Ingenieurs (ORI).